# Avivieren
Unter Avivieren beziehungsweise Aviverung oder Avivage versteht man heute allgemein das Aufbringen von Avivagemitteln (Lösungen, Dispersionen oder Emulsionen von Seifen, Ölen oder Fetten) auf Fasern, Garne und textile Flächengebilde, um ihre Geschmeidigkeit zu erhöhen, den Griff zu verbessern, die für die Weiterverarbeitung nötige Glätte zu erzielen und ein gutes Aussehen der Fertigware zu gewährleisten.
Der Begriff stammt ursprünglich aus der Seidenveredlung, in der man unter Avivieren generell die Behandlung der gefärbten Seide auf einem organische Säuren (Essig-, Ameisen- oder Milchsäuren) enthaltenden Bad verstand, wodurch der vom Färben her ungünstig beeinflusste Glanz und Griff der Seide wiederbelebt werden sollte.

## Arten von Avivagemitteln
Typische Arten von Avivagemitteln, häufig auch nur als Avivagen bezeichnet, sind
• Fettsäurepolyglykolester, nichtionogen
• Glykolethergemisch, nichtionogen
• Fettsäurekondensatprodukte, nichtionogen
• Dialkylpolyglykolether, anionaktiv
• Oxalkyliertes Fettsäurederivat, nichtionogen
• Phosphorsäureester, anionaktiv
• Mineralöl, anionaktiv
• Wachsdispersion, nichtionogen
• quartäres Amin, kationenaktiv.

## Aufbringen der Avivagemittel
Das Aufbringen der Avivagemittel erfolgt bei Filamenten aus Chemiefaserstoffen nach dem Verstrecken. Zum Avivieren stehen Verfahren wie Walzenauftrag (meist aus Sinterkeramik), Siebtrommelauftrag, Tauchavivierung oder Aufsprühen zur Verfügung.
Die Avivagemenge liegt meist in der Größenordnung von 0,1–0,2 Gewichtsprozenten des Faserstoffs, in speziellen Anwendungen aber auch bis 0,5 %.

## Ziel des Avivierens
Mit dem Auftragen des Avivagemittels auf die Filamentgarne soll u. a. das Haft-/Gleitverhalten verbessert werden, die statische Reibung herabgesetzt werden sowie das Faser-Faser-Metall-Reibeverhalten (Ring/Läufer) oder des Faser-Keramik-Reibeverhaltens (Garnführungsösen, Abzugstrichter) verbessert werden, d. h. insgesamt also das Weiterverarbeitungsverhalten beeinflusst werden. Besondere Bedeutung hat auch das Beeinflussen des textilen Griffs, d. h. die bei der Berührung von Textilien durch den Tastsinn feststellbare unterschiedliche subjektive Empfindung auf der Haut.